# 宋祁
| 中國二十四史 | 中國二十四史   | 中國二十四史 | 中國二十四史 | 中國二十四史 |
| 次序         | 書名           | 作者         | 作者         |              |
| 次序         | 書名           | 姓名         | 時代         |              |
| ------------ | -------------- | ------------ | ------------ | ------------ |
| 1            | 史记           | 司馬遷       | 西漢         |              |
| 2            | 汉书           | 班固         | 東漢         |              |
| 3            | 后汉书         | 范曄         | 劉宋         |              |
| 4            | 三國志         | 陈寿         | 西晋         |              |
| 5            | 晋书           | 房玄龄等     | 唐           |              |
| 6            | 宋书           | 沈约         | 蕭梁         |              |
| 7            | 南齐书         | 萧子显       | 蕭梁         |              |
| 8            | 梁书           | 姚思廉       | 唐           |              |
| 9            | 陈书           | 姚思廉       | 唐           |              |
| 10           | 魏书           | 魏收         | 北齐         |              |
| 11           | 北齐书         | 李百药       | 唐           |              |
| 12           | 周书           | 令狐德棻等   | 唐           |              |
| 13           | 南史           | 李延寿       | 唐           |              |
| 14           | 北史           | 李延寿       | 唐           |              |
| 15           | 隋书           | 魏徵等       | 唐           |              |
| 16           | 旧唐书         | 刘昫等       | 后晋         |              |
| 17           | 新唐书         | 欧阳修等     | 北宋         |              |
| 18           | 旧五代史       | 薛居正等     | 北宋         |              |
| 19           | 新五代史       | 欧阳修       | 北宋         |              |
| 20           | 宋史           | 脱脱等       | 元           |              |
| 21           | 辽史           | 脱脱等       | 元           |              |
| 22           | 金史           | 脱脱等       | 元           |              |
| 23           | 元史           | 宋濂等       | 明           |              |
| 24           | 明史           | 张廷玉等     | 清           |              |
| 相關         | 東觀漢記       | 劉珍等       | 東漢         |              |
| 相關         | 新元史         | 柯劭忞       | 民國         |              |
| 相關         | 清史稿         | 趙爾巽等     | 民國         |              |
| 相關         | 點校本二十四史 | 顧頡剛等     | 共和國       |              |

宋祁（998年—1061年），字子京，安陆（今属湖北）人，徙居开封雍丘（今河南杞县），中國北宋文学家、史学家。与其兄宋庠诗文齐名，时呼“小宋”、“大宋”，合稱“二宋”。著有《宋景文公集》。

## 生平
少时家道中落，宋天圣二年（1024年）与其兄宋郊同举进士，宋祁原為殿試第一。當時輔政的章獻太后覺得弟弟比哥哥名次高不合禮法，所以改判宋郊為第一，宋祁第十。初任复州军事推官。召试，授直史馆。历官国子监直讲、太常博士、龙图阁学士、史馆修撰、知制诰、工部尚书、翰林学士承旨。
宋祁處於北宋階級矛盾的時期，寶元二年（1038年）時任同判禮院，上疏認為國用不足在於「三冗三費」，三冗即冗官、冗兵、冗僧，三費是道場齋醮、多建寺觀、靡費公用。主張裁減官員，節省經費，宰相呂夷簡指責他是朋黨，並加以打擊。
宋祁性侈華，“多内宠，后庭曳罗绮者甚众”。亦喜拥妓醉饮，宋庠諷刺宋祁说：“听说昨夜烧灯夜宴，穷极奢侈，不知还记得某年同在州学内吃虀饭时么？”

## 修史
曾与欧阳修同修《新唐书》，《新唐書》大部份為宋祁所作，前后长达十餘年。期間一度为亳州太守，“出入内外”，把稿件随身携带。在任成都知府时，每晚开门垂帘燃烛，疾筆至深夜。據說宋祁修史期間好寫冷僻字詞。如《舊唐書》原寫“紹引軍直掩其背”。宋祁嫌它不夠典雅，用“繚”字來替換“直掩”。再如《舊唐書》有“李林甫代張九齡為中書令，希惠妃之旨，托意于中貴人，揚壽王瑁之美，惠妃深德之”之語，宋祁在新書中改為“九齡罷，李林甫專國，數稱壽王美以揠妃意，妃果德之”。一次歐陽修寫了“宵寐匪禎，札闥洪庥”八個字去請教他，宋祁想了一會兒，說道：“ 這是說‘夜夢不祥，書門大吉吧’？”歐公又說：“《李靖傳》云：‘震雷無暇掩聰’，亦是類也！”宋祁明白了他的用意。後來，寫文章再也不用冷僻字詞。

## 作品
宋祁文简古艰涩，亦不乏畅达之作，散文如《题司空图诗卷末》一文曰：“噫！表圣，贤者也。以其贤故，一言一物为后人爱秘若此。宁当时之人举不及后人之知表圣耶？是不然。同时者□，异时者慕，尚何怪哉！”寫得極有感情。而因其词《玉楼春》中有“红杏枝头春意闹”之句，人称红杏尚书。他为人喜奢侈，多游宴。其词多抒写个人生活情怀，未摆脱晚唐五代艳丽旧习。但构思新颖，语言流丽，描写生动，一些佳句流传甚广。又如《鹧鸪天》有“刘郎已恨蓬山远，更隔蓬山十万重”之語，風行一時，傳入皇宮中，一宫女稱其為小宋。後來仁宗召见宋祁，宋祁顯得惶悚不安。仁宗卻說：“蓬山不遠”，並將宫女赐給宋祁，传为美谈。
其诗亦著名，元代的方回把他归入西昆派。如早年所作《落花》诗，立意、用典、遣词造句都是西昆风调。他是晏殊门生，作诗常请晏殊点定，诗风当然也会受其影响。把他算作西昆体诗人，有一定道理。
原有文集一百五十卷，已散佚。清四库馆臣自《永乐大典》辑其遺文，编为《景文集》六十二卷。近人辑有《宋景文公集》；赵万里辑有《宋景文公长短句》。

## 評價
- 《东轩笔录》说宋祁“博学能文，天资蕴籍”。

### 引用
1. ↑  《宋史·宋祁传》：“祁字子京，与兄庠同时举进士……人呼为‘二宋’，以大小别之。”
2. ↑  王得臣《尘史》说：宋氏兄弟“就学安陆，居贫。冬至，召同人饮。谓客曰：‘至节无以为具，独有先人剑鞘上裹银得一两粗以办节。’（祁）乃笑曰：‘冬至吃剑鞘，年节当吃剑耳’”。
3. ↑  《文獻通考》卷三十一·科舉考四·舉士：郊與弟祁均以詞賦得名，時奏郊第一，太后不欲弟先兄，乃擢郊第一，祈第十。
4. ↑  《东轩笔录》：“宋子京……多内宠，后庭曳罗绮者甚众。尝宴于锦江，偶微寒，命取半臂，诸婢各送一枚。凡十余枚至。子京视之茫然，恐有厚薄之嫌，竟不敢服，忍冷而归。”
5. ↑  钱世昭《钱氏私志》:“宋庠居政府，上元节至书院内读《周易》，闻其弟学士祁点华灯拥歌妓醉饮达旦。翌日谕所亲令诮让云:‘相公寄语学士:闻昨夜烧灯夜宴，穷极奢侈，不知记得某年上元同在某州州学内吃齑煮饭时否？’学士笑曰:‘却寄语相公:不知某年同在某处州学吃齑煮饭是为甚底？’”
6. ↑  《钱氏私志》记载：“宋子京（祁）晚年知成都，带《唐书》于本任刊修。每宴罢，开寝门，垂帘燃二椽烛，媵婢夹侍，和墨伸纸，远近皆知为尚书修《唐书》，望之如神仙焉。”
7. ↑  陳振孫《直齋書錄解題》卷四稱《新唐書》，“列傳用字多奇澀，殆類虬戶銑溪體，識者病之”。《郡斋读书志》稱其诗文“多奇字”。《四庫全書總目》卷一百五十二“宋景文集六十二卷補遺二卷附錄一卷”條亦載：“晁公武《讀書志》謂祁詩文多奇字，……殆以祁撰《唐书》，雕琢劖削，务为艰涩，故有是言”。
8. ↑  黃永年《〈舊唐書〉與〈新唐書〉》，人民文學出版社，1985年，第54頁
9. ↑  祝穆《事文類聚》别集卷五文章部“文不必換字”條
10. ↑  方回《桐江续集》卷三十二《送罗寿可诗序》
11. ↑  《宋诗纪事》引《西清诗话》
12. ↑  张鸣《宋诗选》